# Tim Armstrong (Musiker)

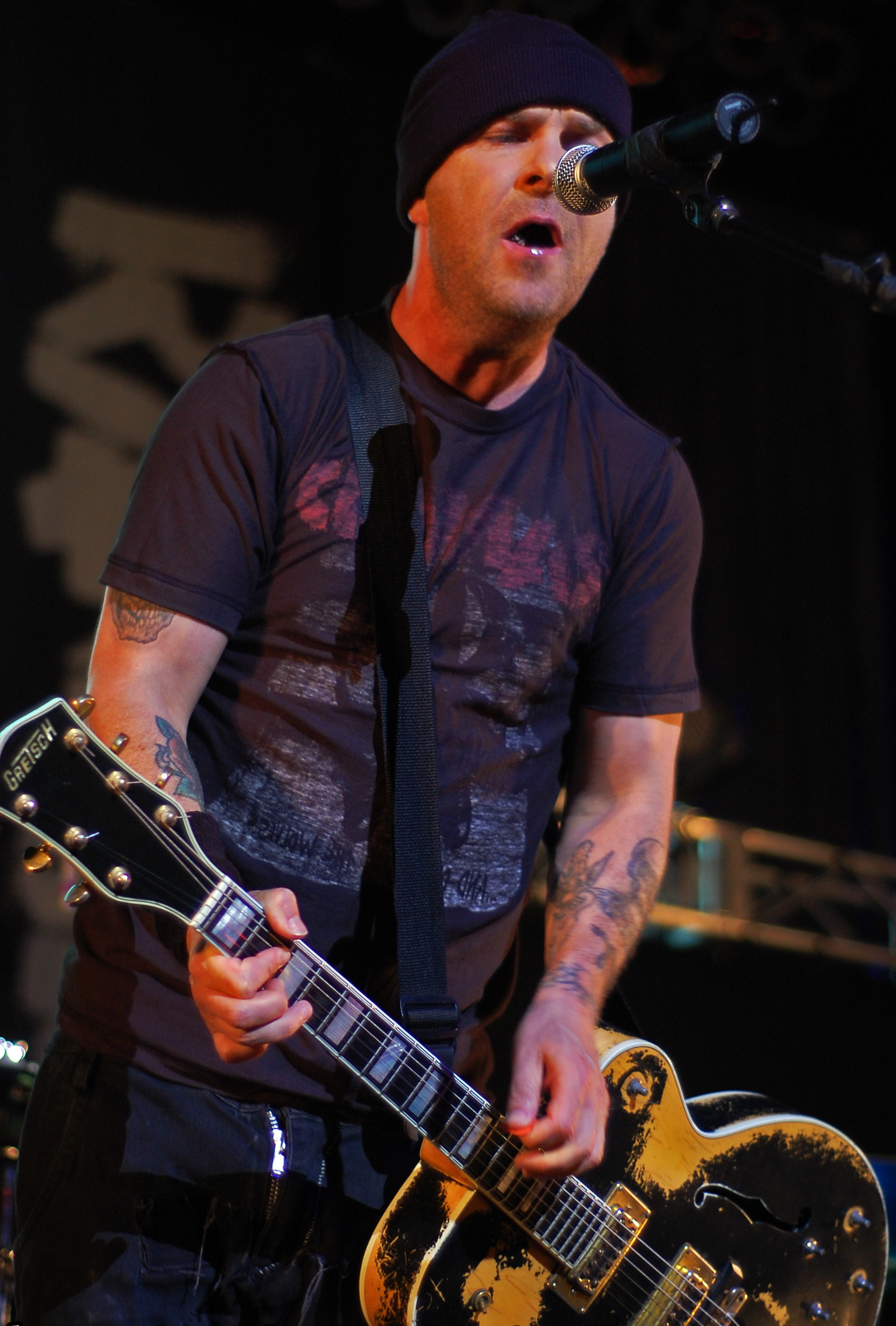
Tim Armstrong, 2009

Timothy Lockwood Armstrong (* 25. November 1965 in Oakland, Kalifornien) ist ein US-amerikanischer Musiker.
Armstrong spielte in der Punk- und Skaband Operation Ivy und in zwei weiteren Bands, bevor er Rancid gründete. Armstrong besitzt ein eigenes Musiklabel, Hellcat Records, und spielt zusammen mit Travis Barker und Rob Aston bei The Transplants. Armstrong ist auch als Songwriter tätig und schrieb Lieder für Pink und Gwen Stefani. Charakteristisch für Armstrongs Gitarrenspiel sind Gitarren der Marke Gretsch. Er kreierte für Gretsch eine eigene Country Club Gitarre, die im Handel erhältlich ist. Armstrong hatte 2016 einen Auftritt in der Sci-Fi Serie Akte X.

## Persönliches
Während Armstrong zu Beginn seiner musikalischen Karriere noch eher als Gitarrist tätig war, änderte sich dies mit der Gründung von Rancid im Jahr 1991, da er hier zum ersten Mal die Position des Frontmanns einnahm. Auch fing er an, einen Großteil der Songtexte komplett selbst zu schreiben, was er beispielsweise bei Operation Ivy noch nicht in der ausgeweiteten Form getan hatte. Brett Reed, der erste Rancid-Drummer, bekundete, dass dies soweit gehe, dass selbst die Bandmitglieder oft nicht wüssten, worum es in den Songs konkret gehe. Dies rührt daher, dass für Armstrong ein teilweise sehr metaphorischer Schreibstil charakteristisch ist. Gerade die frühen Rancid-Veröffentlichungen sind Verarbeitungen von persönlichen Themen wie Armstrongs kurzfristiger Obdachlosigkeit, Alkohol- und Drogenmissbrauch und dem Leben auf der Straße.
Eine besondere Beziehung hat Tim Armstrong zu Matt Freeman und Lars Frederiksen. Abgesehen davon, dass sie Bandkollegen sind, bezeichnet er sie als seine besten Freunde und legt Wert auf die Feststellung, dass die Freundschaft als solche wichtiger sei, als die Band. Laut Armstrong rettete Freeman ihm das Leben in den Jahren 1989–91, da sich dieser sehr um seinen Freund bemühte, als dieser starke Drogen- und Alkoholprobleme hatte sowie in die Obdachlosigkeit abgerutscht war. Freeman bekundet selbst, dass er die Gründung von Rancid nur vorgeschlagen habe, um Armstrong eine Perspektive abseits der Drogen zu bieten. Heute gilt Armstrong als abstinent und ist der Patenonkel von Freemans erstem Sohn.

## Privatleben

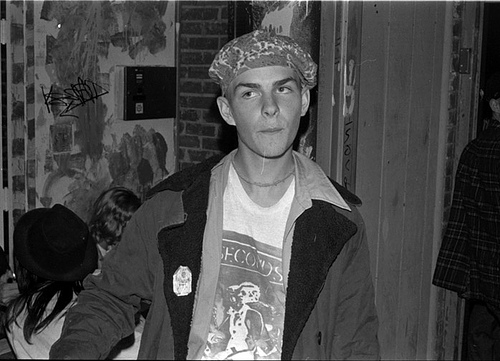
Armstrong, 1987

Zwischen 1997 und 2003 war er mit Brody Dalle verheiratet, der damaligen Sängerin der Bands Distillers und Spinnerette, die er 1995 in Australien kennenlernte, als sie erst 16 war. Als sie 18 war, heirateten sie und er veranlasste ihren Umzug in die USA. Die Trennung stieß auf großes Interesse seitens der Medien, da Brody, die damals noch den Nachnamen ihres Ehemannes, Armstrong trug, das Ende der Ehe öffentlichkeitswirksam im Rolling Stone verkündete, indem sie sich dort küssend mit Josh Homme ablichten ließ. Laut eigenem Bekunden habe die Scheidung Armstrong sehr überraschend getroffen. Er verarbeitete diese auf dem Rancid-Album Indestructible. Ihr sind darauf die Songs Tropical London und Fall Back Down gewidmet. In den Texten wirft er seiner Ex-Ehefrau in recht eindeutiger Sprache Betrug und Verrat vor, revidierte dies jedoch auf seinem 2007 erschienenen Soloalbum A Poet's Life, auf dem es unter anderem heißt „Life goes on / No, I don't hate her“. Seine Ex-Frau legte später ihren Ehenamen ab und nannte sich "Dalle", nach der Schauspielerin Béatrice Dalle. Von der Ehe abgesehen hielt und hält Armstrong sein Privatleben streng unter Verschluss.

## Erscheinung
Armstrong hat zahlreiche Tätowierungen. Am auffälligsten ist dabei eine großflächige Schädeltätowierung in Form eines Spinnennetzes. Der Kleidungsstil des Musikers orientiert sich stark an der klassischen Punk-Mode der mittleren 80er Jahre. Dazu zählen besonders mit Nieten versehene Lederjacken, Levi's-Westen und eng anliegende Jeans. Seit Mitte der 2010er Jahre trägt Armstrong einen Vollbart.

## Sonstige Projekte
Neben der Musik widmet sich Armstrong vor allem der Fotografie und der Malerei. Das Artwork der zweiten Lars Frederiksen and the Bastards LP ist beispielsweise eine dieser Arbeiten.
2006 veröffentlichte er sein Solo-Album A Poets Life mit den Songs:
1. Hold On
2. Wake Up
3. Into Action
4. Translator
5. Take This City
6. Inner City Violence
7. Oh No
8. Lady Demeter
9. Among the Dead
10. Cold Blooded

Eine Besonderheit ist, dass es zu jedem Lied ein eigenes Video gibt. Armstrong plante keine reguläre Veröffentlichung dieser Songs. Sie sollten lediglich die Wartezeit für die Fans auf das nächste Rancid-Album verkürzen. Nachdem die Songs jedoch auf ein großes Echo stießen und besonders der Song Into Action ein großer Erfolg wurde, entschied Armstrong ein reguläres Album aus den Songs zusammenzustellen. Herausgebracht wurde die CD von Hellcat Records.
Seit Mitte der 1990er Jahre tritt Armstrong zudem gelegentlich als Musikproduzent in Erscheinung. Neben diversen Punkrockalben (u. a. dem Debütalbum von AFI) produziert er auch Künstler anderer Genres und war beispielsweise Produzent und Co-Autor zahlreicher Songs des Albums Try This von Pink. Das 2012 veröffentlichte und von Armstrong produzierte Album Rebirth von Jimmy Cliff wurde mit einem Grammy als bestes Reggae-Album ausgezeichnet.

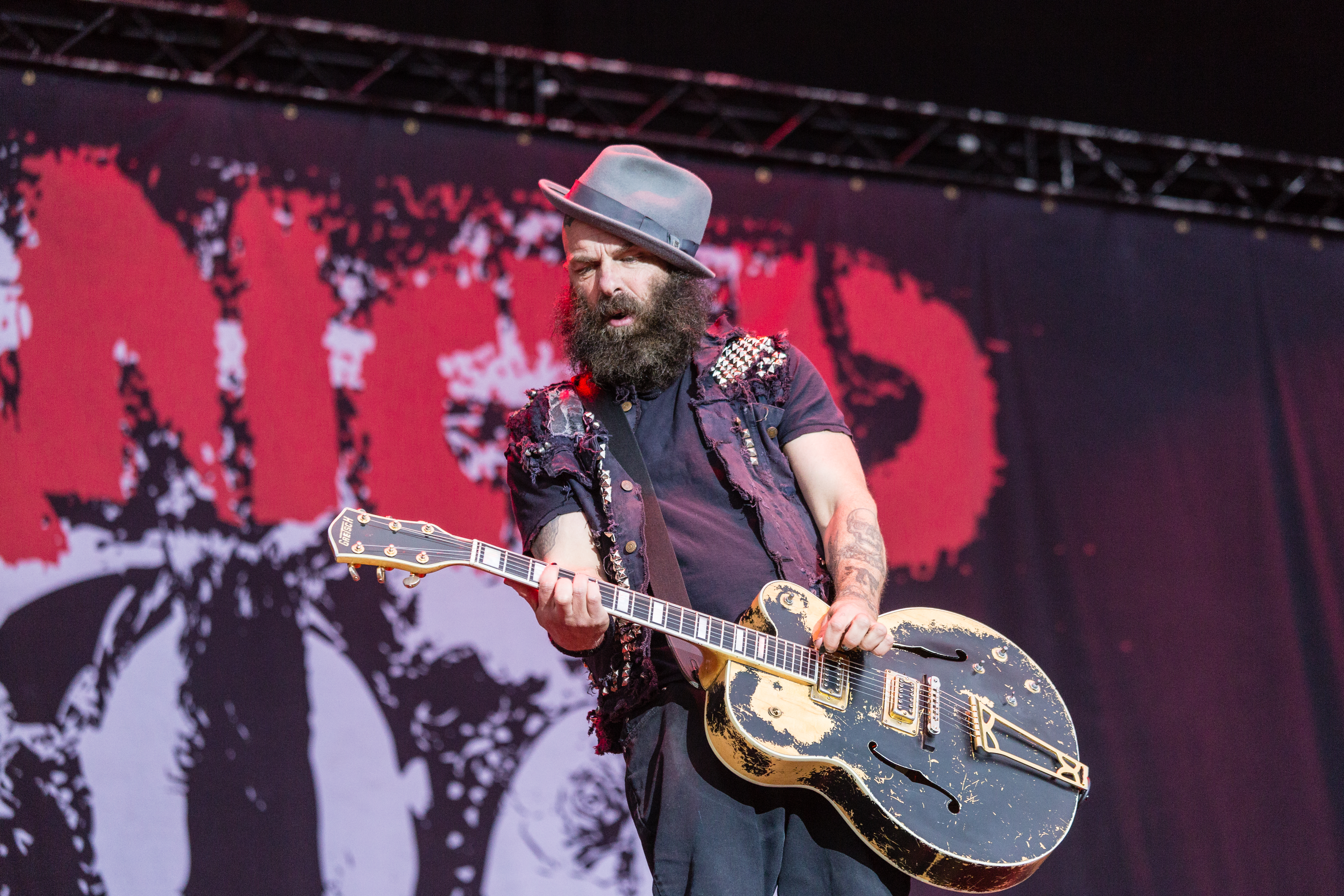
Armstrong, 2017

Des Weiteren produziert Tim Armstrong eine Web-Serie namens tim timebomb’s ROCKNROLL THEATER. Die erste Folge handelt vom Aufstieg und Fall des jungen Unternehmers Dante (gespielt von Lars Frederiksen), untermalt von Liedern aus dem Punk-, Reggae- und Ska-Spektrum. Mit dem Erwerb der ersten Folge erwirbt der Käufer zeitgleich ein „zweites Soloalbum“ (Tim Armstrong auf rancidrancid.com) von Tim Armstrong mit 14 neuen Liedern aus der ersten und kommenden Folgen von ROCKNROLL THEATER.
Außerdem veröffentlicht Armstrong seit 2012 unter dem Pseudonym Tim Timebomb and Friends in regelmäßigen Abständen Neu-Interpretationen eigener Lieder sowie Coverversionen von Songs, die ihm selbst gefallen bzw. ihn in seinem Schaffen geprägt haben. Gecovert wurden bisher unter anderem Social Distortion, The Who und Bob Dylan. Verschiedene Gastmusiker unterstützten Armstrong bisher bei den Aufnahmen, unter anderem Travis Barker, mit dem er abseits der gemeinsamen Gruppe Transplants des Öfteren zusammenarbeitet. So arbeitete Armstrong 2012 auch mit Barker und dem Rapper Yelawolf zusammen für deren Collabo-EP. Armstrong trat bei diesem Projekt sowohl als Gastmusiker als auch als Videoproduzent in Erscheinung. 2016 führte Armstrong Regie für das Musikvideo zu Green Days Single Bang Bang, in dem er auch einen kleinen Cameo-Auftritt hat. Mit Green Day verbindet ihn eine Freundschaft seit den frühen Tagen von Operation Ivy und Green Day in der Punkszene Oaklands der späten 1980er.

## Equipment
Armstrong spielt hauptsächlich eine Gretsch Country Club Halbakustikgitarre aus dem Jahr 1971. Von dieser werden seit einiger Zeit auch als Tim Armstrong Electromatic Signature-Modelle verkauft. Seine präferierte Akustikgitarre ist eine Fender Concert Style aus den 1960er Jahren, von der als Hellcat, ebenfalls Signature-Modelle verkauft werden.
Bemerkenswert ist, dass der Linkshänder Armstrong traditionell Rechtshändergitarren mit verkehrt herum aufgezogenen Saiten spielt.